# Hệ thống khởi động ô tô
Hệ thống khởi động ô tô, hay còn gọi là thiết bị khởi động (tiếng Anh: starter), là một hệ thống giúp cho động cơ đốt trong của ô tô có thể bắt đầu hoạt động. Vì động cơ đốt trong không thể tự khởi động nên cần phải có một ngoại lực để khởi động nó. Thiết bị tạo ra ngoại lực là Động cơ hay mô-tơ điện một chiều, thông thường gọi là mô-tơ đề. Bộ khởi động có thể chạy bằng điện, khí nén hoặc thủy lực. Trong trường hợp động cơ rất lớn, bộ khởi động thậm chí có thể là một động cơ đốt trong khác.
Động cơ đốt trong là một hệ thống phản hồi, một khi đã khởi động sẽ dựa vào quán tính từ để bắt đầu chu trình tiếp theo.
Để khởi động động cơ thì trục khuỷu phải quay nhanh hơn tốc độ quay tối thiểu. Tốc độ quay tối thiểu để khởi động động cơ khác nhau tuỳ theo cấu trúc động cơ và tình trạng hoạt động, thường từ 40 -60 vòng/ phút đối với động cơ xăng và từ 80 - 100 vòng/phút đối với động cơ diesel. 

## Động cơ khởi động chạy điện

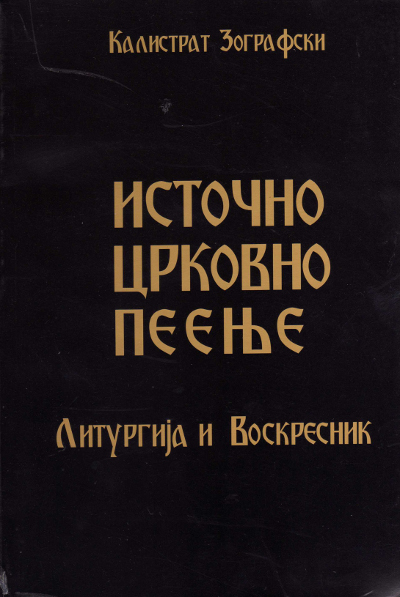
Phần máy khởi động được tô màu da cam.

Động cơ khởi động hiện đại dùng nguồn điện là ắc qui của ô tô. Các động cơ này cần phải tạo ra mô men lực lớn từ nguồn điện hạn chế của ắc qui đồng thời phải gọn nhẹ. Vì lý do này người ta dùng mô tơ điện một chiều trong động cơ khởi động.

### Cấu tạo

Động cơ khởi động loại giảm tốc gồm có các bộ phận sau đây:
1. Công tắc từ
2. Phần ứng (lõi của mô tơ khởi động)
3. Vỏ máy khởi động
4. Chổi than và giá đỡ chổi than
5. Bộ truyền bánh răng giảm tốc
6. Li hợp khởi động
7. Bánh răng bendix và then xoắn.

Accu chì acide là một thiết bị hoá điện, nó sinh ra hiệu điện thế và phân phối cường độ dòng điện. Accu là một nguồn năng lượng sơ cấp trên ô tô ngày nay. Nên nhớ rằng accu không tích trữ điện mà chỉ tích trữ hoá học, nhờ vậy mà quá trình điện hoá được sinh ra. Một cách đơn giản, chì và dung dịch acide phản ứng với nhau và sinh ra một hiệu điện thế. Phản ứng hoá học này chuyển hoá năng thành điện năng và đó là cơ sở của các loại accu trên ô tô.

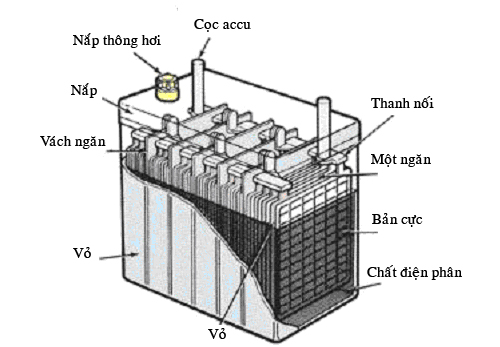
Ắc quy khởi động chì-axít

### Công dụng của acquy
Acquy cung cấp điện khi
Động cơ ngừng hoạt động: Điện từ bình accu được sử dụng để chiếu sáng, dùng cho các thiết bị điện phụ, hoặc là các thiết bị điện khác khi động cơ không hoạt động.
Động cơ khởi động: Điện từ bình acquy được dùng cho máy khởi động và cung cấp dòng điện cho hệ thống đánh lửa trong suốt thời gian động cơ đang khởi động. Việc khởi động xe là chức năng quan trọng nhất của acquy.
Động cơ đang hoạt động: Điện từ bình acquy có thể cần thiết để hỗ trợ cho hệ thống nạp khi nhu cầu về tải điện trên xe vượt qua khả năng của hệ thống nạp. Cả acquy và máy phát đều cấp điện khi nhu cầu đòi hỏi cao.
Máy khởi động loại giảm tốc
a) Cấu tạo
máy khởi động loại giảm tốc còn gọi là máy khởi động loại 2 tầng, có công suất từ 1,0 đến 2.7 kw được sử dụng trên các xe Toyota Hiace;Landcruiser... động cơ xăng hoặc diezen. Cấu tạo gồm các bộ phận chính
-Một công tắc từ tương tự loại thông thường, chỉ khác là không dùng nạng gạt mà dùng đũa đẩy, lò xo và viên bi cầu đẻ đẩy khớp truyền lực, đưa bánh răng khởi động ra ăn khớp với vành răng bánh đà.
-Một mô tơ (động cơ điện) cao tốc có kích thước nhỏ gọn, sinh ra mô men xoắn lớn hơn loại thông thường, nếu ó cùng kích thước và khối lượng.
-Các bánh răng giảm tốc: bánh răng chủ động, các bánh răng phụ để giảm tốc độ mô tơ khoảng 3 đến 4 lần và truyền mô men đến bánh răng khởi động.
-Một ly hợp khởi động (khớp truyền lực) loại cơ khí cưỡng bức kiểu bi đũa(mỗi rãnh đặt 2 bi đũa).